# Tammerkoski
Tammerkoski je dnes již plně zregulovaná řeka s peřejemi ve finském městě Tampere. Teče z jezera Näsijärvi do Pyhäjärvi. Rozdíl mezi jejich hladinami je 18 metrů. Řeka je dlouhá zhruba dva kilometry a široká několik desítek až sto metrů.
Na obou březích řeky jsou parky a pro mnoho lidí jsou oblíbeným místem k odpočinku a procházkám. Centrum města Tampere leží mezi těmito jezery a řeka ho dělí na dvě části. Na obou jejích březích po založení města rychle vyrůstal průmysl, neboť řeka poskytovala dostatečný zdroj energie na pohon strojů. V současnosti jsou na řece tři elektrárny. Nejvýše je hráz mezi Finlaysonem a Tampellou. Uprostřed je městská elektrárna a nejníže je hráz u papírny Tako, která patří firmě M-real.
Každoročně je na svátek Vappu místem hromadného křtu studentů prvního ročníku Tamperské technické univerzity – teekkarikaste. Pomocí jeřábů jsou studenti po deseti za všeobecného veselí namáčeni do vody. V této době má voda v Tammerkoski pouhých několik stupňů Celsia, protože Näsijärvi rozmrzá jen o několik týdnů dříve.

## Historie

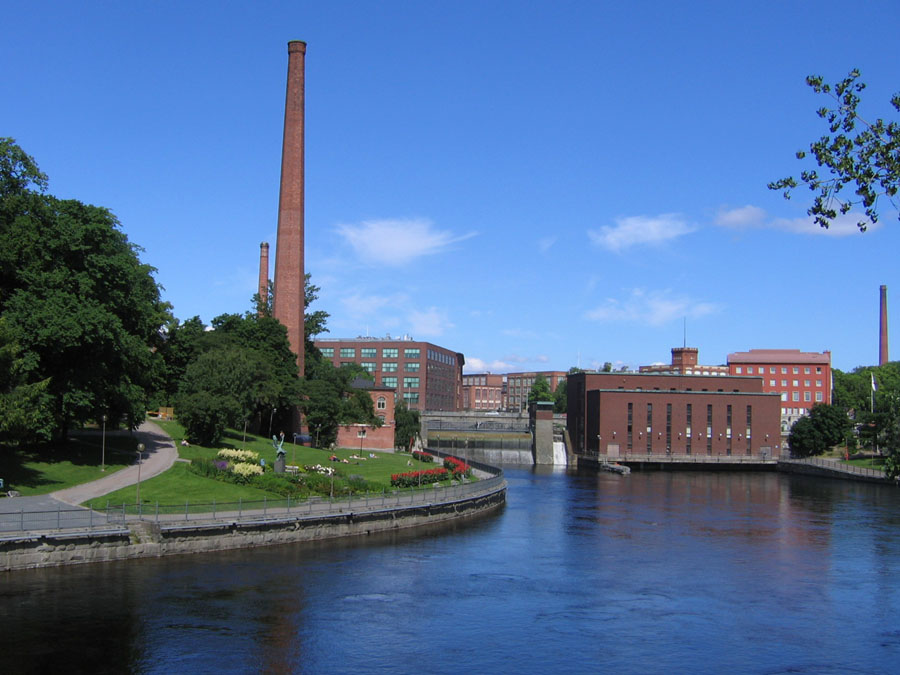
Severní část Tammerkoski

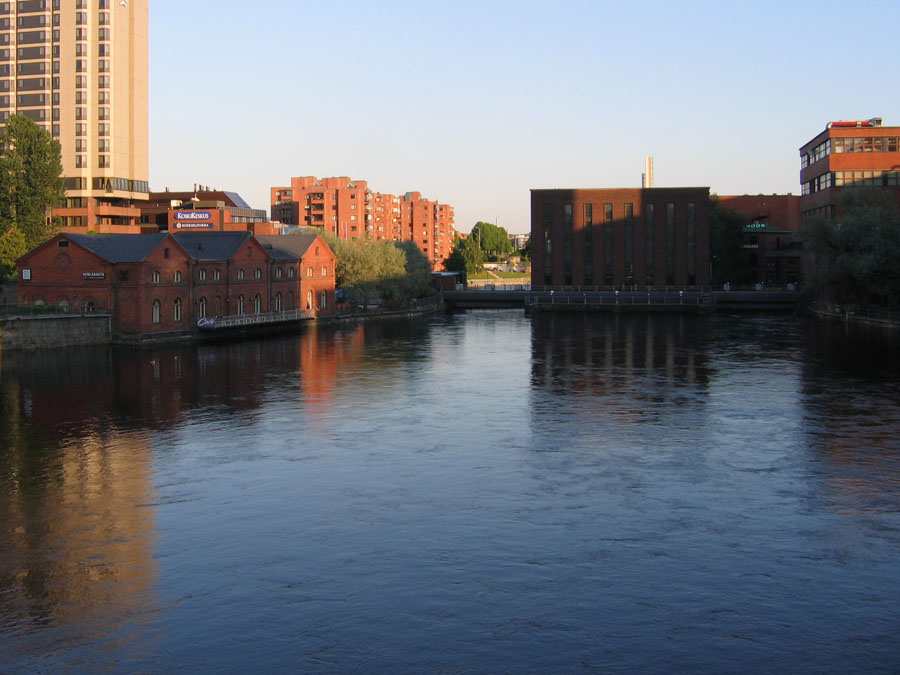
Jižní část Tammerkoski

Tammerkoski vznikla asi před 7000 lety, kdy vody Näsijärvi přestaly odtékat směrem na sever kvůli zdvíhaní celého území dnešního Finska po ústupu ledovce. Ještě dnes se Tampere zdvíhá o asi 5 mm ročně. Po bývalé severní řece jsou dodnes v krajině patrné známky.
Protože na začátku Tammerkoski je skála relativně mělko pod úrovní krajiny, řeka zde nevytvořila příliš hluboké koryto, kterým by odtekla většina vody Näsijärvi.
Tammerkoski je písemně doložena již z roku 1405. V 15. století již na řece vznikly první hráze. Roku 1466 propukly mezi vesnicemi Takahuhti, Messukylä a Tammerkoski první spory o práva provozovat zde mlýny. O sto let později se už švédská vláda snažila nahradit hráze statními (??), ale pokus byl neúspěšný pro odpor místních.
V 17. století u dřevěného mostu na pravém, západním břehu vznikl velký trh. Na začátku 18. století byl hlavní trh přemístěn dále na západ do Harju.
Roku 1775 přijel do Finska švédský král Gustav III. a v Helsinkách podepsal zakládající listiny městečka Kauppala, které bylo později přejmenováno na Tampere. Nový dřevěný most byl postaven roku 1807, ale po čtyřech desetiletích byl nahrazen opět novým. I ten nahradil roku 1884 železný most. Ale ani ten nevydržel příliš dlouho a roku 1929 ho nahradil železobetonový Hämeensilta (Hämeský most), který stojí dodnes. Přes řeku dnes stojí další tři silniční mosty Ratinan silta (Ratinský most), Satakunnansilta (Satakuntský most) a Paasikivensilta (Paasikiviho most), dvě lávky pro pěší Ratinan suvannon silta (Most přes ratinskou tišinu) a Patosilta (Hrázový most) a jeden železniční most na trati z Tampere do Seinäjoki.
Na konci 20. století průmysl z břehů řeky téměř zmizel. Poslední továrnou je papírna Tako, která vyrábí papírové obaly pro luxusní zboží. Velké cihlové tovární domy jsou dnes přestavěny na kulturní a obchodní centra s restauracemi, muzei, kiny. Voda je v Tammerkoski neznečištěná a břehy řeky jsou populární mezi rybáři.

## Průtoky vody
Dlouhodobý průměrný průtok vody řekou je 87 m³/s. Průměrný nejvyšší průtok roku v letech 1971 až 2005 byl 155,57 m³/s. Nejvyšší průtok za stejné sledované období nastal 16. června 1988, a to 247 m³/s.
Při desetileté vodě protéká řekou 208,48 m³/s, třicetileté 244,33 m³/s, šedesátileté 260,69 m³/s a stoleté 282,77 m³/s (ale tato poslední hodnota je z modelu, který již nemusí být věrný).
Nejnižší průtok v roce je nulový, neboť jezy každoročně řeku nakrátko uzavřou. Při té příležitosti je čištěna od věcí, které do ní lidé za celý rok naházeli (převážně jízdní kola).
Během roku řekou protéká nejméně vody v srpnu, září a říjnu, a poměrně málo vody má i v dubnu. Nejvíce pak v prosinci, lednu, únoru, březnu a také v červnu a na začátku července.